# 格雷森 (北卡羅萊納州)
格雷森（英語：Grayson）是位於美國北卡羅萊納州阿什縣的非建制地區。

## 歷史
格雷森的郵局於1882年設立，其後於1993年停運。

## 地理
格雷森所處的海拔為高於海平面1019米（即3343英呎），而該地所採用的時區為UTC-5，即北美东部时区（EST）。同時該地設有夏令時間，為UTC-5調快一小時，即UTC-4（EDT）。